# Гасников, Александр Александрович
Александр Александрович Гасников (14 мая 1974 года) — казахстанский хоккеист.

## Карьера
Воспитанник усть-каменогорского хоккея.
В МХЛ выступал в составе «Строителя» из Караганды. В МЛ провёл 130 игр.
В 1997 году вернулся в Усть-Каменогорск. В составе «Казцинк-Торпедо» до  2002 года выступал в высшей лиге (втором по силе дивизионе). Провёл 110 игр.
Следующие два сезона он проводит в клубах высшей лиги из Лениногорска и Орска, где проводит 98 игр.
С 2005 года выступал в казахстанских клубах. При этом провёл 60 игр в первой лиге чемпионата России и 126 игр в чемпионате Казахстана. Карьеру завершил в 2011 году.
Привлекался в сборную Казахстана. На чемпионате мира 2000 года провёл 7 игр.